# Близкие риконтакты риковой степени
«Близкие риконтакты риковой степени» (англ. Close Rick-counters of the Rick Kind) — десятый эпизод первого сезона американского мультсериала «Рик и Морти». Сценарий к эпизоду написал Райан Ридли, а режиссёром выступил Стивен Сандовал.
Название эпизода отсылает к фильму «Близкие контакты третьей степени» (1977).
Премьера эпизода состоялась 7 апреля 2014 года в блоке Adult Swim на Cartoon Network. Эпизод посмотрели около 1,8 миллиона зрителей во время выхода в эфир.

## Сюжет
Рика C-137 несправедливо обвиняют в убийстве двадцати семи Риков из других измерений и похищении их Морти. Межпространственный Совет Риков арестовывает его и признаёт виновным, обнаружив компрометирующие доказательства, которые были сфабрикованы, чтобы подставить его. Рик и Морти убегают, но их преследуют несколько версий Риков. Дом Смитов «наводнён» другими Риками, и Джерри заводит дружбу с добродушным «Фуфел Риком». Настоящими виновниками оказываются «Злой Рик» и его Морти с повязкой на глазу (впоследствии его назовут «Злым Морти»). Они использовали мозговые волны с низким интеллектом Морти как способ скрыть себя. Они схватывают Рика C-137 и Морти, но последний возглавляет восстание версий Морти и освобождает Рика C-137. Рик сообщает Совету о настоящем убийце, таким образом очищая своё имя. После того, как Рик и Морти уходят, Совет обнаруживает, что «Злой Рик» на самом деле находился под контролем неизвестного кукловода, которым всё это время был Морти с повязкой на глазу. Морти с повязкой на глазу сбегает, растворяясь в толпе Морти без Риков.
В сцене после титров Джерри машет «Фуфел Рику» из окна, побуждая Рика посмеяться над ним.

## Отзывы
Джо Матар из Den of Geek похвалил эпизод, назвав его «действительно солидным эпизодом, как в повествовании, так и в комическом плане. Один из лучших способов, которыми Рик и Морти демонстрируют своё творчество, — это сцены погони, в которых персонажи проходят через все манеры научно-фантастической чепухи, позволяя сценаристам и аниматорам атаковать вас шквалом приколов типа „моргнёшь, и ты промахнёшься“». Зак Хэндлен из The A.V. Club дал эпизоду оценку A, заявив, что «это шоу разработано, чтобы заранее ответить на любые возможные придирки … Всё это делает случайные моменты души ещё более удивительными и эффективными».
Кори Плант из Inverse, заявил что первый сезон «Рика и Морти» должен был закончиться «Близкими риконтактами риковой степени», с раскрытием того, что Морти Злого Рика на самом деле был Морти с повязкой на глазу, будущим антагонистом сериала. Блейз Хопкинс из TVOverMind похвалил сериал за «способность высмеивать жанр научной фантастики, сохраняя при этом полностью оригинальный дизайн и комедию».